# Wielikij Dwor
Wielikij Dwor (ros. Великий Двор) – wieś w Rosji, w rejonie charowskim obwodu wołogodzkiego. W 2010 r. liczyła 11 mieszkańców.